# Mort sur le Nil (nouvelle)
Pour les articles homonymes, voir Mort sur le Nil (homonymie) et Death on the Nile.
Mort sur le Nil (Death on the Nile) est une nouvelle policière d'Agatha Christie mettant en scène le personnage de Parker Pyne.
Initialement publiée en avril 1933 dans la revue Cosmopolitan aux États-Unis, cette nouvelle a été reprise en recueil en 1934 dans Parker Pyne Investigates au Royaume-Uni. Elle a été publiée pour la première fois en France dans le recueil Mr Parker Pyne en 1967.

## Publications
Avant la publication dans un recueil, la nouvelle avait fait l'objet de publications dans des revues :
- en avril 1933, aux États-Unis, dans le no 4 (vol. 94) de la revue Cosmopolitan[1],[2] ;
- en juillet 1933, au Royaume-Uni, dans le no 482 (vol. 91) de la revue Nash's Pall Mall Magazine[1] ;
- en mai 1969, au Royaume-Uni, dans le no 306 (no 5, vol. 53) de la revue Ellery Queen's Mystery Magazine[3].

La nouvelle a ensuite fait partie de nombreux recueils :
- en 1934, au Royaume-Uni, dans Parker Pyne Investigates[1] (avec 11 autres nouvelles) ;
- en 1934, aux États-Unis, dans Mr. Parker Pyne, Detective[1] (avec 11 autres nouvelles) ;
- en 1967, en France, dans Mr Parker Pyne (adaptation des recueils de 1934).